# Pristimantis enigmaticus
Espèce
Pristimantis enigmaticus est une espèce d'amphibiens de la famille des Craugastoridae.

## Répartition
Cette espèce se rencontre en Équateur dans les provinces de Morona-Santiago, d'Orellana et de Pastaza et au Pérou dans la région de Loreto entre 169 et 956 m d'altitude.
Sa présence est incertaine en Colombie.

## Description
Les mâles mesurent de 18,51 à 24,79 mm et les femelles de 26,38 à 36,37 mm.

## Publication originale
- Ortega-Andrade, Rojas-Soto, Valencia, Espinosa de los Monteros, Morrone, Ron & Cannatella, 2015 : Insights from integrative systematics reveal cryptic diversity in Pristimantis frogs (Anura: Craugastoridae) from the Upper Amazon Basin. PLOS ONE, vol. 10, no 11, e0143392, p. 1–43 (texte intégral).